# Cercivento
Cercivento (Çurçuvint in friulano) è un comune italiano di 615 abitanti in Friuli-Venezia Giulia.

## Geografia fisica
Cercivento sorge a 607 m s.l.m. alla confluenza dell'amena Valcalda con la Valle del But, nella regione alpina della Carnia. La superficie comunale si estende per 15,36 km², e va da un'altezza minima di 541 m a una massima di 2104 m; l'escursione altimetrica è quindi di 1563 m. È diviso nei nuclei abitati di Cercivento di Sotto e Cercivento di Sopra e nelle località di Vidal, Cjandelin, Fascin e Costa.

## Storia
Un'etimologia popolare vorrebbe che il nome del paese derivi dal latino circum ventum: essendo infatti l'abitato posto alla confluenza della Valcalda con la Val Bût, il vento spira di frequente. Nell'antichità vi passava una strada romana molto importante, dal momento che collegava le valli del But e del Degano, e per questa ragione i Longobardi decisero di porre nel paese un presidio militare. Nel 1338 viene fondata la pieve di San Martino, dipendente all'arcidiaconato di Gorto: questo fatto è piuttosto strano dal momento che tutti i paesi vicini sono sotto l'arcidiaconato di San Pietro. Secondo alcuni storici il primissimo nucleo abitativo del paese doveva trovarsi presso Costa (presso i Casali) ma con l'arrivo della peste nel XV secolo la vita paesana dovette spostarsi più a valle, dove sorge oggigiorno il paese. Fra la fine del XVI secolo e il XVIII secolo Cercivento conobbe il momento forse più fiorente della sua storia: in questo periodo nascono infatti le abitazioni più belle fra le quali le case Citars (1577), Tiridin (1634), Morassi (1690), Vezzi (a seguire) e Pitt.
Tuttavia la crescita economica venne arrestata, almeno momentaneamente, nel 1692 – il cosiddetto “anno del diluvio” – quando un'enorme frana seppellì letteralmente la frazione di Centa, che sorgeva dietro all'odierno cimitero. Nel '700 venne edificata l'attuale parrocchiale. Il 15 agosto del 1866, dopo la sconfitta italiana a Custoza nella terza guerra d'indipendenza, il paese, come tutti gli altri paesi della Val Bût, Tolmezzo compreso, venne occupato dalle truppe austriache, che lo occuparono una seconda volta durante la prima guerra mondiale, nell'ottobre del 1917, in seguito alla rotta di italiana di Caporetto. L'occupazione austro-tedesca durerà un anno esatto.
Il nome di Cercivento gode di una triste fama per i fatti avvenuti in paese il 1º luglio 1916 e conosciuta come Decimazione di Cercivento: quattro Alpini dell'8º Reggimento Alpini, dichiarati rei di rivolta in faccia al nemico, vennero fucilati dietro la chiesa di Cercivento. I loro nomi erano:
- Ortis Silvio Gaetano da Paluzza (UD)[7]
- Corradazzi Giovanni Battista da Forni di Sopra (UD)
- Matiz Basilio da Timau (UD)
- Massaro Angelo da Maniago (PN).

Il paese venne occupato da truppe straniere anche nella seconda guerra mondiale, questa volte dai cosacchi russi e dai caucasici fedeli ad Hitler. Durante tutte questa occupazione la popolazione dovette subire grandi privazioni e sopportare gravi angherie, ma pian piano, dopo la liberazione dai cosacchi, avvenuta il 1º maggio 1945, il paese ha cominciato a riprendersi. Nel 1966, a causa di numerosissime e violentissime piogge, la Farie di Checo, la fucina fabbrile simbolo del paese, cessò la propria attività. Dieci anni dopo il terremoto sconvolse nuovamente il paese. Il sisma, generatosi nella serata del 6 maggio 1976, mise in ginocchio anche il paese di Cercivento, considerato “gravemente danneggiato” e gli ultimi interventi di ristrutturazione risalgono ad appena pochi anni fa.

### Simboli
Lo stemma e il gonfalone sono stati concessi con DPR del 21 marzo 1997.
Stemma
(Art. 2 c. 2 dello Stemma comunale)
La rosa dei venti ricorda l'etimologia del nome circum venti agunt ovvero "circondato dai venti". Il gallo richiama la dipendenza della chiesa all'antica abbazia di Moggio Udinese fondata dai monaci dell'ordine di San Gallo provenienti dall'omonimo cantone svizzero. Lo sfondo azzurro e rosso raffigura le due frazioni di Cercivento di Sopra e di Cercivento di Sotto che anticamente formavano due distinti comuni e che con Napoleone sono stati fusi in un unico ente.
Gonfalone
spirale. Nella freccia è rappresentato lo stemma del Comune e sul gambo inciso il nome. Cravatta con nastri tricolorati dai colori nazionali frangiati d'argento.»
(Art. 2 c. 3 dello Stemma comunale)

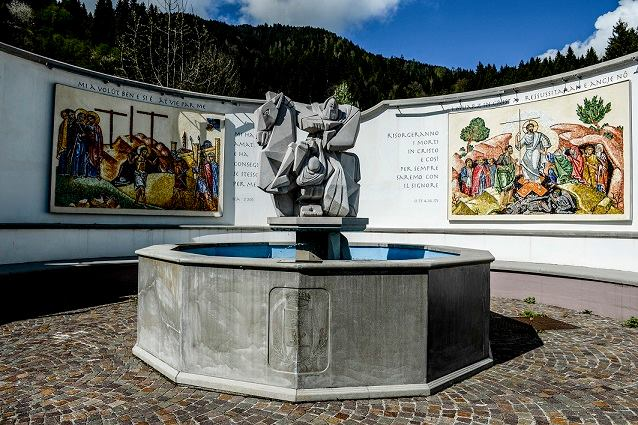
Mosaici raffiguranti la Passione e la Resurrezione

## Monumenti e luoghi d'interesse

### Il progettoCercivento: una Bibbia a cielo aperto
A partire dal 2011 sono state realizzate diverse opere d'arte (mosaici, quadri, riproduzioni su ceramica, ecc.) raffiguranti soggetti religiosi. Le opere, esposte sugli edifici pubblici e privati del paese, sono organizzate in percorsi a tema: nella piazza principale sono situati dieci mosaici (realizzati dalla Scuola Internazionale dei Mosaicisti di Spilimbergo) rappresentanti i dieci momenti fondamentali della Salvezza narrati nella Bibbia; a Cercivento di Sopra si trovano opere relative alla vita di Maria mentre a Cercivento di Sotto si sviluppa la Via della Misericordia. Sono presenti inoltre una riproduzione su ceramica del Giudizio Universale di Michelangelo e della Trasfigurazione di Raffaello. Nel 2017 sono state affrescate dall'iconografo Paolo Orlando le pareti interne della Casa Canonica, con scene relative all'episodio dei Discepoli di Emmaus.

### La pieve di San Martino
Si tratta di un edificio settecentesco affiancato da un campanile cuspidato con sagomature nella torre. In seguito al terremoto è stato ristrutturato con interventi radicali che ne hanno in parte mutato il precedente aspetto. Tra le opere d'arte più significative presenti nella pieve, sull'altare maggiore (scolpito nel 1749 dal gemonese Sebastiano Pischiutti) troviamo due statue di pregevole fattura, raffiguranti San Giovanni Battista e San Filippo Neri (trasformato in San Martino con l'espediente di mitria e pastorale posticci), firmate dallo scultore veneziano Francesco Bonazza (1729-1770) e comperate a Venezia. Il pulpito settecentesco fu invece indorato nel 1726 da Girolamo Agnese. Oltre alle sculture di Cristo e degli Evangelisti, scolpite con mano sicura e capace, vanno apprezzate le originali decorazioni (a forma di foglie e grappoli d'uva) che hanno quasi la funzione di colonne divisorie fra i vari riquadri. Si noti inoltre la secentesca tela con i Santi Rocco, Leonardo, Gottardo e Sebastiano e, in alto, la Madonna con Bambino tra nubi; troviamo inoltre un grazioso quadretto ex voto del 1655 con la Madonna della Cintura e una tela raffigurante il Transito di san Giuseppe.

### La Farie dal Checo
La farie in friulano è la fucina del fabbro (il fari appunto). La presenza di questa fucina a Cercivento di Sotto lungo le sponde di una roggia derivante dal fiume But è segnalata già dal 1426, e prende il nome da Francesco (Checo) Dassi, il fabbro del paese che nel 1902 cominciò a lavorarvi. Nel 1955 la gestione passò al figlio ma 11 anni dopo, in seguito a una deleteria esondazione del Bût, la fucina si danneggiò in modo tale da renderla inattiva. Grazie al recente intervento di recupero della Comunità montana della Carnia, la farie è tornata nel 1990 in piena attività e a disposizione dei visitatori. L'edificio completo si compone di due mulini (non ristrutturati perché non ancora di proprietà della Comunità montana della Carnia), un mantice, una mola per affilare le lame, un maglio e due incudini. Sulla parte esterna troviamo naturalmente le due grosse pale che alimentano tutti i meccanismi interni. È presente anche un locale nel quale sono esposti i manufatti prodotti dalla fucina nel corso di questi ultimi anni, anch'essi recuperati e ristrutturati grazie all'intervento della CMC. Il mantice (o soflét, come si dice in friulano) è azionato da una fune collegata alla pala per mezzo di diversi meccanismi che riescono a trasformare il moto rotatorio della pala in moto rettilineo; la mola è fatta in arenaria e dev'essere raschiata con un'apposita pietra in modo da renderla ruvida; il maglio (a testa d'asino) serviva per dare forma ai ferri incandescenti; i due mulini, infine, venivano utilizzati per la molitura del granoturco. Fa parte del sistema museale della Carnia.

### Le case storiche
La casa Pitt, risalente al XVII sec, si trova salendo dalla località Pid da vìle. È una delle case più antiche di Cercivento; durante la seconda guerra mondiale ha subìto un incendio da parte dei soldati nazisti che ha distrutto gran parte del mobilio interno. Oggi al pian terreno si trova un'osteria, mentre nella nicchia a destra dell'ingresso è custodita una statua della Madonna Immacolata. L'arco in tufo ulteriormente a destra conduce al cortile di Busort. Casa Tiridin è l'abitazione forse più bella e caratteristica di tutto il paese. Prende il nome da Giovanni Dassi detto "Tiridin", fino al 1867 unico proprietario dell'edificio, che risale al 1634, come si può leggere nell'iscrizione collocata sul grande arco in tufo. Dal suddetto arco partono due muri che delimitano il cortile della casa, molto ampio e spazioso. L'abitato è costruito su due piani caratterizzati da quattro e sei archi, rispettivamente al pianterreno e sulla loggia, ed era costituito da camere da letto, piccoli depositi, orto recintato, fienile e stalla. La casa in seguito al terremoto è stata ristrutturata nel dicembre del 1992. Oltre la Casa Tiridin si apre una piccola piazzetta, sulla quale si affaccia la casa Morassi. Costruito nel 1690 da Gianfilippo Morassi, l'edificio è caratterizzato da un bel portale in pietra e presentava sulla facciata, fino a non molto tempo fa, un orologio i cui contrappesi in pietra, interni al caseggiato, potevano raggiungere il suolo.
Nel 1700 venne costruita attiguamente alla casa una piccola cappella dedicata alla Madonna, che tuttora conserva diversi oggetti sacri e reliquie. Un tempo poi, presso il selciato antistante la casa si trovava un'ampia vasca che serviva sia per i paesani, che usavano l'acqua per usi domestici, che per gli animali da stalla, che vi si abbeveravano. L'ultima ristrutturazione dell'edificio risale al 1987. In prossimità della casa Morassi troviamo la Casa Vezzi, anche questa ristrutturata ultimamente (1991). Si tratta di una tipica casa carnica con le pareti bianche e le parti in pietra lasciate ben in vista sugli spigoli. Questa semplice abitazione era la residenza della servitù di casa Morassi ed è quindi ipotizzabile che la sua data di costruzione coincida grossomodo con quella della casa dei Morassi. Architettonicamente riscuotono molto interesse il sostegno in tufo, a destra della porta d'ingresso (che pare sorreggere l'intera struttura), e lo spigolo sinistro vistosamente rientrante.
All'interno dell'abitazione meritano menzione le volte sui soffitti a pian terreno e le vecchie scale in pietra. Sembra infine che Casa Citârs sia la casa più antica del paese, essendo stata costruita nel 1577. L'edificio ospitava, oltre alla residenza del proprietario, una fabbrica di ceramiche che passava di proprietà dal padre al figlio e che era molto rinomata anche fuori dal paese: fra le varie produzioni è interessante segnalare quella di tegole, cornici e addirittura acquasantiere. La materia prima per queste lavorazioni - l'argilla - veniva prelevata sull'argine destro del torrente Gladegna (in località Gjai), trasportata grazie a un mulo in fabbrica e lavorata nel cortile retrostante l'edificio, dove un tempo sorgevano due grandi cisterne per la depurazione dell'argilla. Il nome Citârs deriva dal fatto che i ceramisti che vi lavoravano adottavano particolari vernici, molto vivaci, prodotte con l'uso di sostanze vegetali ancora sconosciute. Di particolare interesse sono le statuine religiose prodotte dai citârs ed esposte in una teca, rappresentanti alcune figure religiose: san Giovanni, lo Spirito Santo, due angioletti, il crocifisso e due statuette della Madonna. L'edificio è di recente ristrutturazione (1992).

## Società

### Evoluzione demografica
Abitanti censiti

### Lingue e dialetti
A Cercivento, accanto alla lingua italiana, la popolazione utilizza la lingua friulana. Ai sensi della Deliberazione n. 2680 del 3 agosto 2001 della Giunta della Regione Autonoma Friuli-Venezia Giulia, il comune è inserito nell'ambito territoriale di tutela della lingua friulana ai fini della applicazione della legge 482/99, della legge regionale 15/96 e della legge regionale 29/2007.
La lingua friulana che si parla a Cercivento rientra fra le varianti appartenenti al friulano carnico.
di sore a dan las nolas, di sot a dan i lops»
(villotta popolare)

## Cultura

### Eventi
- Nelle notti dal 24 giugno (S.Giovanni) al 29 giugno (Santi Pietro e Paolo) si tiene il Lancio das cidulas, la manifestazione più sentita dalla comunità paesana. I coscritti del paese salgono sul versante del Monte di Sutrio rivolto a Cercivento, in località "Cret da Scaiole", da dove lanciano verso valle las cidulas, ruote di legno infuocate che rotolano per il pendio, recitando ad ogni lancio questa filastrocca in onore delle coppie di fidanzati di Cercivento:

Vele vele vele cheste biele cidule. Cidulinute ch'a vadi in onôr a di che inamorade giovine [nome della ragazza] e che Diu la mantegni in lungje e lungjissime vite e in grande sanitât cul sô cjâr giovin [nome del ragazzo]. E ca vadi!
Si crede che più strada farà la cidule più lunga sarà la storia d'amore.

## Economia
L'economia del comune è legata soprattutto all'allevamento e all'agricoltura, ed in modo marginale al turismo, concentrato nella stagione estiva. Come quasi tutti i paesi della zona però, Cercivento soffre ormai da decenni un lento ma costante fenomeno di spopolamento, dovuto all'emigrazione e alla scarsità delle nascite.